# Eddie Johnson (Fußballspieler, März 1984)
Edward „Eddie“ Johnson (* 31. März 1984 in Bunnell, Florida) ist ein ehemaliger US-amerikanischer Fußballspieler.

## Sportlicher Werdegang
Nachdem Johnson in seiner Jugendzeit auch American Football und Basketball gespielt hatte, konzentrierte er sich fortan auf den Fußballsport, besuchte die Bradenton Academy, eine renommierte Fußballschule in Bradenton, Florida und wurde in 52 Länderspielen der U-17-Auswahl der US-amerikanischen Nationalmannschaft eingesetzt. Er war zudem Mitglied des Project-40-Teams, einer von dem Unternehmen Nike gesponserten Mannschaft der MLS und des US-amerikanischen Fußballverbands United States Soccer Federation (USSF) und wurde 2001 als einer der jüngsten Spieler in der Geschichte der MLS über das Draftsystem in der zweiten Runde von dem Verein Dallas Burn verpflichtet.
Johnson verbrachte sehr viel Zeit mit der U-17-Nationalmannschaft, nahm an der Weltmeisterschaft im Jahr 2001 in Trinidad und Tobago teil, und kam dadurch nur auf zehn Spiele für seinen Verein in Kansas. In der anschließenden Saison zog er sich eine starke Verstauchung des linken Knöchels zu und verpasste dadurch erneut zehn Meisterschaftspartien. Obwohl ihm der Durchbruch in seinem Verein zunächst nicht gelang – Johnson zeigte sehr unbeständige Leistungen und schoss in seinen ersten drei Jahren in der MLS nur insgesamt sieben Tore – wurde er dennoch zu einem wichtigen Spieler in der U-20-Nationalmannschaft, mit der er sich für die Junioren-Fußballweltmeisterschaft in den Vereinigten Arabischen Emiraten im Jahr 2003 qualifizierte. Er zog mit seiner Mannschaft bis ins Viertelfinale vor und schoss im Laufe des Turniers vier Tore (darunter drei Elfmeter), wodurch er – gemeinsam mit drei weiteren Spielern – zum Torschützenkönig wurde.
Nach dem erfolgreichen Turnier konnte Johnson seine Qualitäten nun auch auf der Vereinsebene einbringen, wobei sich auch der Trainerwechsel zu Colin Clarke in dieser Hinsicht positiv auswirkte. Er erzielte im Jahr 2004 mit 12 Treffern mehr Tore als in den vergangenen drei Spielzeiten zusammen und war, gemeinsam mit Brian Ching, der beste Torjäger der Saison und zudem der zu diesem Zeitpunkt jüngste Torschützenkönig in der MLS-Geschichte. Die guten Leistungen wurde dadurch begleitet, dass Johnson erstmals in der A-Nationalmannschaft zum Einsatz kam, dort bei einem Qualifikationsspiel zur WM 2006 am 9. Oktober 2004 gegen El Salvador sein erstes Tor schoss und nur vier Tage später gegen Panama innerhalb von lediglich 17 Minuten drei weitere Tore folgen ließ. Er traf auch in den beiden nächsten Qualifikationspartien und war damit der erste US-amerikanische Nationalspieler, der in jedem seiner ersten vier Länderspiele mindestens ein Tor erzielte.
Johnson verletzte sich im Mai 2005 an den Zehen des rechten Fußes und musste bis zum August des gleichen Jahres pausieren. Er gab sein Comeback sowohl im Verein als auch am 7. September in der Nationalmannschaft, aber die Verletzung brach erneut auf, was zur Folge hatte, dass Johnsons Saison nach fünf Saisontoren vorzeitig endete. Nach seiner Genesung im Januar 2006 entwickelten sich Unstimmigkeiten hinsichtlich seiner Gehaltssituation und er wechselte am 14. Februar für zwei Jahre zu den Kansas City Wizards. Im August 2006 verhandelte die MLS mit dem spanischen Verein Real Sociedad San Sebastián und kam überein, Johnson für ein Jahr auszuleihen. Da der neue Besitzer der Wizards dieses Unterfangen verhinderte, kam dieser Wechsel jedoch nicht zustande. Johnson wäre damit zum ersten US-amerikanischen Feldspieler in der spanischen Eliteliga geworden und der erst zweite US-Fußballer nach Torhüter Kasey Keller. Ein weiterer Berührungspunkt mit dem europäischen Erstligafußball war im November 2006, als Johnson in der Saisonvorbereitungszeit der MLS mit dem englischen Premier-League-Verein FC Reading trainierte. Trotz der stetigen Wechselgerüchte nach Europa hatte Johnson jedoch im Jahr 2006 und in den Anfangsmonaten von 2007 mit einer Formkrise zu kämpfen. Er kam dabei in der MLS in der Saison 2006 auf lediglich zwei Tore und war auch in der Nationalmannschaft formschwach.
In der 2007er Spielzeit fand Johnson insgesamt wieder zu einer guten Leistung zurück und schoss zwölf Tore in den ersten elf Partien. Die Mutmaßungen über einen Wechsel nach England mehrten sich und vor allem Derby County zeigte sich sehr interessiert. Obwohl die MLS die Ablösesumme der „Rams“ in Höhe von sechs Millionen Dollar bereits akzeptiert hatte, verwarf Berichten zufolge Johnson selbst den Deal, da er die Saison bei den Wizards zu Ende spielen wollte. Am 17. Januar 2008 verließ Johnson ein Trainingslager der Nationalmannschaft in Kalifornien und unterzeichnete sechs Tage später einen Vertrag beim FC Fulham, der ihn bis zum Sommer 2011 an seinen neuen Klub bindet.
Im Sommer 2008 wurde er an Cardiff City ausgeliehen. Nach seiner Leihe bei Cardiff stand Johnson beim Europe-League-Spiel gegen FK Vetra auf dem Platz. Vorher erzielte er ein Tor für Fulham in einem Freundschaftsspiel gegen Melbourne Victory. Für den Rest der Saison wurde er aber nicht weiter berücksichtigt.
Am 31. Dezember 2009 wurde Johnson an den griechischen Erstligisten Aris Saloniki ausgeliehen. Sein erstes Spiel in der Super League absolvierte er am 17. Januar 2010 gegen PAS Ioannina. Er wurde in der zweiten Halbzeit eingewechselt.
Nach dem Leihgeschäft wurde sein im Sommer 2011 auslaufender Vertrag nicht verlängert. Derzeit ist er auf der Suche nach einem neuen Verein.
Im Februar 2012 unterschrieb Johnson einen Vertrag bei den Seattle Sounders.

## Sonstiges
- Johnson erhielt von seinen Anhängern den Spitznamen „Grown-Ass Man“ (oder kurz: „GAM“), nachdem er in einem Interview seine Abneigung gegenüber Videospielen äußerte, mit der Begründung, er sei ein erwachsener Mann („I don't play video games. I'm a grown-ass man.“).
- Er hat eine ältere Schwester und einen jüngeren Bruder.